# 1878 w polityce

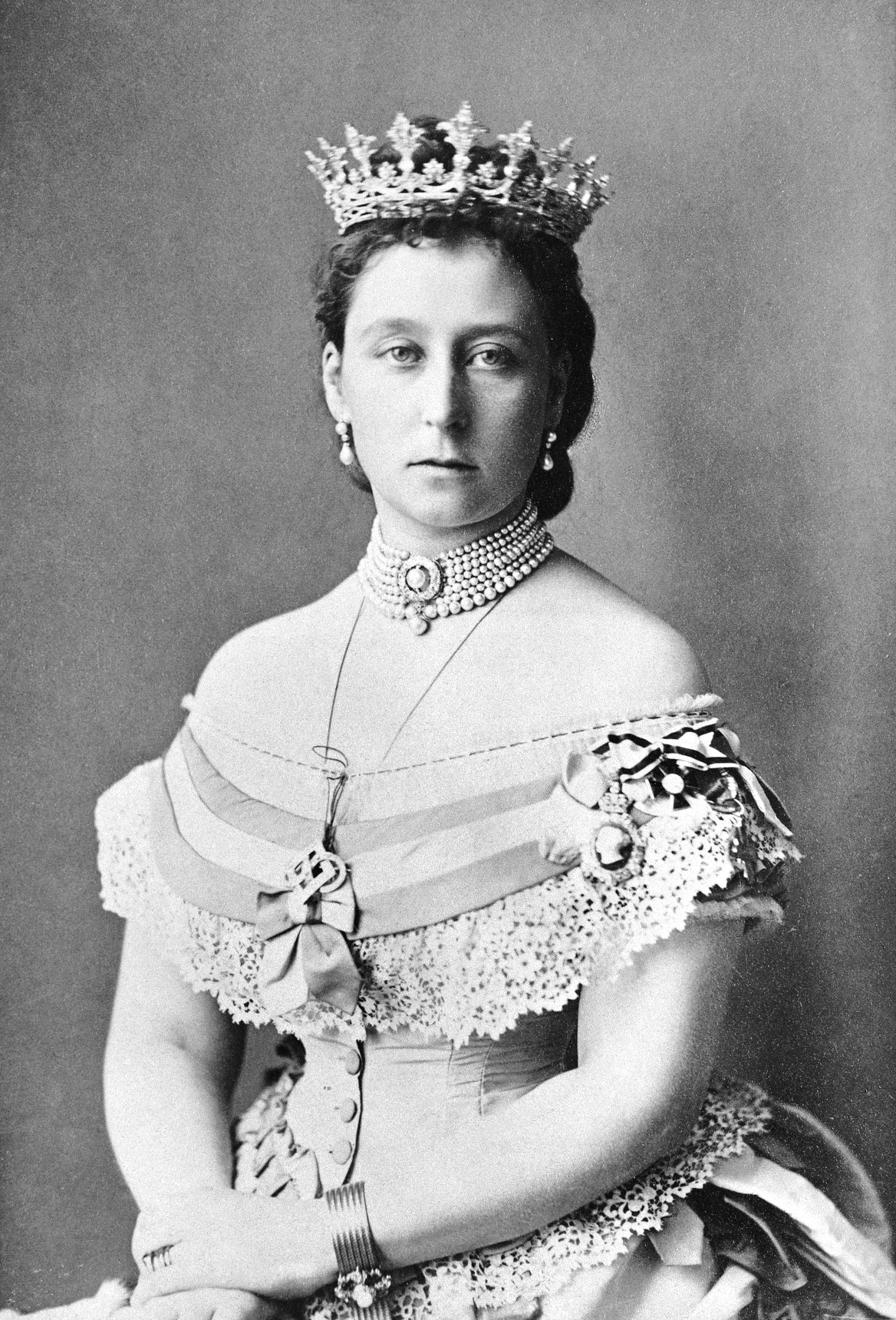
Alicja Koburg

Wydarzenia polityczne w 1878 roku.

## Urodzili się
- 13 sierpnia Józef Mamica, polski pastor luterański[1].
- 18 grudnia Iosif Wissarionowicz Dżugaszwili, znany powszechnie pod pseudonimem Stalin, dyktator Związku Radzieckiego[2].

## Zmarli
- 7 lutego Pius IX, Papież
- 14 grudnia Alicja Koburg, brytyjska księżniczka[3].